# Stephanie Syptak-Ramnath
Stephanie Syptak-Ramnath es una diplomática estadounidense que se desempeña como la embajadora de Estados Unidos en Perú desde el 20 de junio del 2024.

## Biografía

### Primeros años
Nacida en Texas. Estudió en la Edmund A. Walsh School of Foreign Service. Está casada con Gautam Ramnath y tiene dos hijas. Antes de unirse al Servicio Exterior Superior, fue oficial de la Marina de los Estados Unidos. Fue miembro de la Clase de Becarios 2011-2012 de la Fundación de Liderazgo del Foro Internacional de Mujeres, para la cual completó programas ejecutivos en la Escuela de Negocios de Harvard y el Instituto Europeo de Administración de Negocios (INSEAD).

### Primeras misiones diplomáticas
Syptak-Ramnath se desempeñó como Ministra Consejera de Diplomacia Pública en la Embajada de los Estados Unidos en la Ciudad de México, como Jefa Adjunta de Misión en Bamako (Mali), y Directora Adjunta Superior de la Oficina de Diplomacia Pública en la Oficina de Asuntos Europeos y Euroasiáticos. Otras asignaciones incluyen Túnez, la Misión de los Estados Unidos ante las Naciones Unidas y Monterrey (México). En noviembre de 2015, recibió el Premio Edward R. Murrow del Departamento de Estado a la Excelencia en Diplomacia Pública.

### En Singapur
Se desempeñó como encargada de negocios interina en la Embajada de Estados Unidos en Singapur desde enero del 2017 hasta julio del 2019, dirigiendo 19 secciones y agencias del gobierno de los Estados Unidos en el avance de la seguridad bilateral, la cooperación militar, económica y entre personas. Durante ese tiempo, dirigió los esfuerzos de la Embajada en apoyo de la Cumbre de Singapur de junio de 2018 entre el presidente de EEUU, Donald Trump, y el líder norcoreano, Kim Jong-un.

### En Perú
En enero del 2023, el presidente de EEUU, Joe Biden, nominó a Syptak-Ramnath como embajadora en Perú. Su nominación fue confirmada el 2 de mayo del 2024. Luego, presentó sus credenciales a la presidenta del Perú, Dina Boluarte, el 20 de junio del 2024.

## Controversias

### Posición sobre las ONG
Debido a la controversia generada por la modificación de la Ley de Creación de la Agencia Peruana de Cooperación Internacional (APCI) por parte del congreso peruano, la embajadora declaró para RPP que el papel de las Organizaciones No Gubernamentales (ONG) eran importantes para tener una "democracia fuerte". Además, declaró que: "Aquí en Perú, la USAID tiene un presupuesto de más de 60 millones de dólares cada año y trabajamos por las ONG en Perú. No podemos hacer nuestro trabajo aquí sin las ONG fuertes, que puedan funcionar", descartando, subsecuentemente, alguna injerencia de EEUU en Perú sobre las ONG. Estas declaraciones fueron criticadas por el periodista Aldo Mariátegui, quien declaró "le preguntaría, con todo respeto, si está de acuerdo con que el IDL manipule así a nuestra Fiscalía para actuar básicamente contra quienes [Gustavo] Gorriti aborrece", esto debido a la presunta interferencia de Gorriti en la acciones del Ministerio Público.

### Exposición de contenido sexual a alumnos del Colegio Roosevelt
Según denunció la congresista Milagros Jáuregui, de Renovación Popular, la embajadora coordinó con las autoridades del Colegio Franklin Delano Roosevelt la exposición de imágenes explícitas a los alumnos. Según denunciaron los padres de familia, los directivos del Colegio Rossevelt obligaron a los estudiantes a ver dicho contenido distribuyendo dibujos de personas tocándose sus genitales y libros como Gender Queer y otros donde se promovía los bloqueadores de pubertad.

### Reunión con líder de la ONPE
Según denunció el diario Expreso, denuncio la presunta interferencia de la embajadora en asuntos internos del Perú luego de publicar en su cuenta de X sobre su reunión con Piero Corvetto, jefe de la Oficina Nacional de Procesos Electorales (ONPE), detallando que "conocí el trabajo que están haciendo para apoyar procesos electorales libres, transparentes y abiertos en el Perú. Es importante para mi aprender sobre como la ONPE, JNJ y JNE están trabajando para salvaguardar la democracia y darle voz a todos los peruanos", a pesar de los diversos cuestionamientos a los líderes de dichos organismos.